# Antonio Manno (pittore)

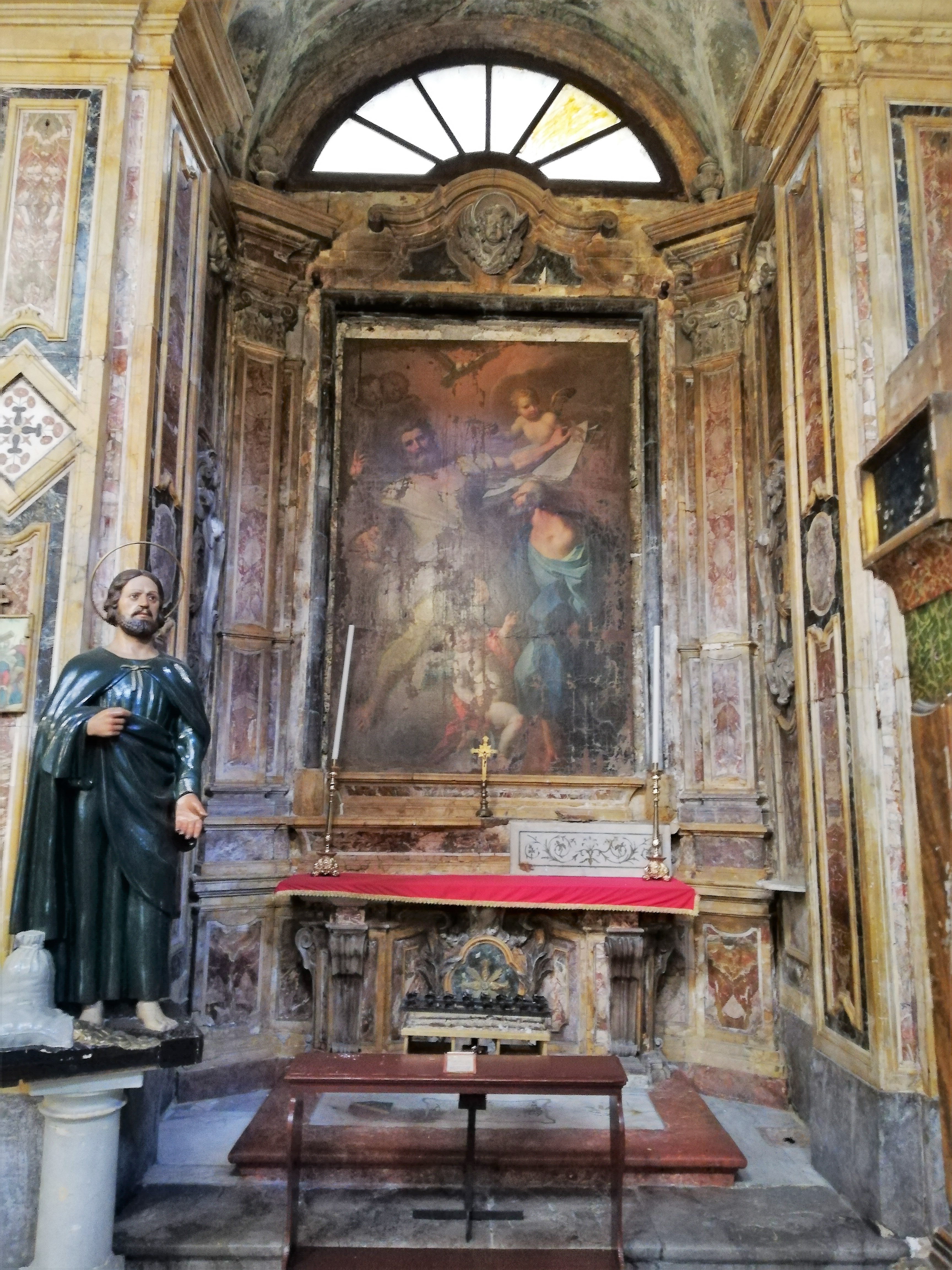
Santi Matteo e Mattia, chiesa di San Matteo al Cassaro.

Antonio Manno (Palermo, 1739 – Palermo, 13 gennaio 1810) è stato un pittore italiano, tra i più celebri del XVIII secolo in Sicilia.

## Biografia
Insieme ai fratelli Vincenzo, Francesco e Salvatore costituì una delle più fortunate botteghe d'arte del XVIII secolo in Sicilia. 
Fu allievo del modesto pittore Gambino e in seguito prestò servizio presso il più celebre pittore Vito D'Anna, con il quale lavorò, tra il 1763 e il 1765, al grande ciclo di affreschi della chiesa del Santissimo Salvatore.
La morte di Vito D'Anna segnò il suo esordio ufficiale, il Principe di Torremuzza gli diede infatti l'incarico di completare l'opera di affresco del chiostro dell'Oratorio Piccolo a Palermo, interrotta nel 1769 per la morte di Vito D'Anna.
Diverse sue opere che si trovano nelle chiese della Val di Noto che furono ricostruite proprio in quel periodo.
Nel 1788 fu nominato membro dell'Accademia nazionale di San Luca.
Nel 1789 ricevette la carica di Conte Palatino e di Cavaliere dell'Ordine dello Speron d'oro.

## Opere
{Elenco in aggiornamento}

### Agrigento e provincia
- 1780, Ciclo, affreschi nell'abside principale eseguiti con la collaborazione del fratello Vincenzo e autografi da quest'ultimo, opere presenti nel duomo santuario di San Giacinto Giordano Ansalone di Santo Stefano Quisquina.
- XVIII secolo, Cicli, affreschi e tele eseguiti con la collaborazione del fratello Vincenzo, opere presenti o documentate (parte delle tele sono state trafugate), nella chiesa dell'eremo di Santa Rosalia alla Quisquina di Santo Stefano Quisquina.

### Enna e provincia
- 1810, Episodi dell'Antico e del Nuovo Testamento, affreschi, ultima commissione eseguita in collaborazione con il fratello Vincenzo in prevalenza realizzata con la tecnica dei cartoni e bozze preesistenti, opere presenti nella cattedrale di San Nicolò di Nicosia.[3]

### Messina e provincia
- 1771, San Giovannino con Gesù, Deposizione, dipinti appartenenti ad un ciclo di 7 tele, i quadri superstiti sono custoditi nella chiesa di Santa Lucia di Mistretta.
- XVIII secolo, Sante Anime del Purgatorio con la Madonna della Pietà, olio su tela, opera custodita nella sede della Compagnia della Buona Morte di Capizzi.

### Palermo e provincia
Belmonte Mezzagno 
- 1775, Sacra Famiglia e Santa Rosalia, opere custodite nella chiesa Madre del SS. Crocifisso.

 Carini 
- XVIII secolo, Sposalizio della Vergine, opera custodita nella chiesa madre di Santa Maria Assunta.
- XVIII secolo, Assunzione della Vergine, opera custodita sull'altare maggiore della chiesa madre di Santa Maria Assunta.
- XVIII secolo, Miracolo di santa Caterina, dipinto, opera custodita nella chiesa di Santa Caterina.

 Chiusa Sclafani 
- XVIII secolo, Apparizione della Vergine a san Leonardo e al beato Bernardo, dipinto realizzato con la collaborazione di Vito D'Anna, opera custodita nella chiesa di San Leonardo.

 Monreale 
- XVIII secolo, Madonna degli Agonizzanti, dipinto, opera proveniente dalla chiesa di Maria Santissima degli Agonizzanti e custodita nel Museo diocesano.

 Palermo 
- 1760c., Ultima Cena, Lavanda dei piedi, Ultima Pasqua, Tributo di Cesare, Gesù e Zaccheo, Potete bere il calice che io sto per bere, affreschi realizzati in collaborazione con Vito D'Anna, opere documentate nei portici di Villa Filippina adiacente alla chiesa di San Francesco di Paola.[4]
- 1771, Virtù della famiglia, Gloria del casato, Allegorie delle virtù, Scorci prospettici, affreschi, opere presenti negli ambienti di Palazzo Fatta.
- Chiesa di Santa Maria la Nova: 
  - 1774, Madonna di Monserrato raffigurata fra santa Ninfa, san Biagio, sant'Antonio abate e san Sebastiano, dipinto, opera custodita nella cappella della Madonna di Monserrato.[5]
  - 1774, Madonna raffigurata fra santi, dipinto, opera custodita nella cappella di Santa Maria La Nova.[5]
  - 1774, Transito della Vergine, dipinto, opera custodita nella cappella della Vergine.[5]
  - 1774, Sacra Famiglia e santa Rosalia, dipinto, opera custodita nella cappella di Santa Rosalia.[5]
- 1774, Assunzione della Vergine e Trionfo della mensa eucaristica, affreschi, opere presenti nella chiesa del Collegio di Maria.
- 1776, Ritorno della famiglia Papè dalle Fiandre e decorazioni, affreschi, opere presenti negli ambienti di Palazzo Valdina.
- 1778, Discesa di Cristo nel limbo e la Probatica piscina, quadroni, opere presenti nella chiesa di Sant'Orsola.
- 1785, Apoteosi di Eracle, ciclo delle Fatiche di Eracle, Danae, Mercurio e decorazioni delle volte dei saloni, affreschi, opere autografe presenti negli ambienti di Palazzo Mango Martinez Tagliavia.
- 1785, Beato Pietro Geremia risuscita una meretrice uccisa dal marito, dipinto, opera custodita nella chiesa di Santa Cita.
- 1787, Vergine col Bambino raffigurata con san Vincenzo Ferrer, il beato Pietro Geremia, san Giovanni da Caccamo, sant'Antonino vescovo di Firenze e la beata Margherita di Savoia, dipinto su tela, ipotetica collaborazione con il fratello Francesco, anche se il quadro riporta soltanto la firma di Francesco e la data, opera custodita nella chiesa di Santa Maria della Pietà.[6]
- 1788, San Matteo e san Mattia, Gesù e le anime purganti[7], dipinti, opere custodite nella chiesa di San Matteo al Cassaro.
- 1790, Episodi biblici, quadroni, opere presenti nella volta della chiesa di Sant'Ignazio all'Olivella.[8]
- Chiesa di San Giuseppe dei Teatini:
  - 1799, Apostoli, affreschi, opere presenti nei pennacchi delle volte.
  - 1799, Evangelisti, affreschi, opere presenti nei peducci della cupola.
  - 1799, Dottori della Chiesa, affreschi, opere presenti nelle vele del coro.
- 1801, Crocifissione raffigurata tra la Madonna, san Giovanni e le pie donne, dipinto, opera autografa custodita nell'oratorio dei Bianchi.
- XVIII secolo, affresco, opera documentata nella volta del salone del presidente del Palazzo di Giustizia.
- XVIII secolo, Ciclo, affreschi, opere documentate fino alla seconda guerra mondiale nelle volte del salone da ballo (La Fama) di Palazzo Riso.
- XVIII secolo, Presentazione di Gesù al Tempio, con la Vergine Maria, san Giuseppe, il sommo sacerdote Simeone e la profetessa Anna. Parrocchia del SS.Crocifisso, Belmonte Mezzagno
- XVIII secolo, Ciclo, affreschi, opere documentate fino alla seconda guerra mondiale nelle volte dei saloni di Palazzo Geraci.
- XVIII secolo, Disegni, raccolta di cartoni preparatori e bozze facenti parte della collezione ottocentesca del barone palermitano Sgadari Lo Monaco.
- Museo diocesano:
  - XVIII secolo, Deposizione dalla croce, dipinto, opera proveniente dall'oratorio dei Bianchi.
  - XVIII secolo, Madonna che consegna la bandiera a Ruggero vincitore dei mori, opera commissionata per la chiesa di Santa Maria della Vittoria.
- XVIII secolo, Padre Eterno con la Sacra Famiglia raffigurati tra sant'Anna, san Gioacchino, santa Rosalia e san Raimondo Nonnato, opera custodita sull'altare maggiore della chiesa di Santa Maria della Mercede.

 Partinico 
- XVIII secolo, Ciclo di san Giuseppe, dipinti ottagonali su tela comprendenti Lo sposalizio di san Giuseppe, la Natività e la Sacra famiglia, opere commissionate da Domenico Maddalena per la chiesa di San Giuseppe.

### Ragusa e provincia
- 1763c., Madonna che dona l'abito carmelitano a san Simone Stock, dipinto, opera documentata nella chiesa di San Tommaso Apostolo di Ragusa Ibla.
- 1782, Cristo che appare a santa Gaudenzia, dipinto, opera custodita nel duomo di San Giorgio di Ragusa Ibla.
- XVIII secolo, Trinità, la Madonna con il Cristo morto, santi, profeti e apostoli che intercedono per le anime del Purgatorio, dipinto sintesi di una probabile collaborazione con il fratello Francesco, opera custodita nella chiesa delle Santissime Anime del Purgatorio di Ragusa Ibla.
- XVIII secolo, Madonna del Rosario, dipinto su tela, attribuzione, opera custodita nella chiesa delle Santissime Anime del Purgatorio di Ragusa Ibla.
- 1780, Cristo alla colonna, dipinto sintesi di una probabile collaborazione con il fratello Francesco, opera custodita all'interno del museo del duomo di Ragusa Ibla
- 1796, Immacolata Concezione, olio su tela, opera custodita nella chiesa di San Francesco all'Immacolata di Ragusa.

### Siracusa e provincia
- 1797, Presentazione al Tempio, olio su tela, opera custodita nella chiesa di Santa Maria dell'Arco di Noto.

### Trapani e provincia
Trapani 
- 1800, Ciclo, affreschi, eseguiti probabilmente solo da Vincenzo su cartoni e bozze di Antonio, opere presenti nella cattedrale di San Lorenzo.

 Erice 
Chiesa di San Martino:
- 1801, Cicli, affreschi, opere presenti nella sagrestia e negli interni.
- 1801c., Ciclo raffigurante la Discesa al Limbo, Buona morte, Madonna con Bambino e santi, Sant'Antonio di Padova con san Francesco e santi, Madonna della Provvidenza raffigurata tra san Domenico e san Pietro.

### Opere sparse
- 1789, Autoritratto, olio su tela, opera custodita nell'Accademia nazionale di San Luca di Roma.

- Cattedrale di San Paolo di Mdina, Malta:[10]
  - 1794, Ciclo, affreschi delle volte raffiguranti episodi della vita di san Paolo eseguiti con la collaborazione dei fratelli Francesco e Vincenzo.
  - 1794, Ciclo, affreschi della cupola eseguiti con la collaborazione dei fratelli Francesco e Vincenzo, opere documentate anteriormente il terremoto del 12 ottobre 1856.